# Horst aan de Maas
Horst aan de Maas este o comună în provincia Limburg, Țările de Jos.

## Localități componente
America, Broekhuizen, Broekhuizenvorst, Griendtsveen, Grubbenvorst, Hegelsom, Horst, Lottum, Melderslo, Meterik.